# Metalocalypse
Metalocalypse è una serie televisiva animata statunitense del 2006, creata da Brendon Small e Tommy Blacha.
La serie è incentrata su una band death metal, i Dethklok, e sulla loro vita quotidiana spesso caratterizzata da elementi macabri e violenti ma rivisitati in chiave umoristica e ironica.
Le canzoni eseguite dalla band durante i vari episodi sono state scritte ed eseguite da Small. Una particolare importanza alla parte musicale è denotata anche dal fatto che spesso animazione e sonoro sono sincronizzati alla perfezione, potendo così mostrare i particolari delle dita sulle corde in maniera realistica e precisa.
La serie è stata trasmessa per la prima volta negli Stati Uniti su Adult Swim dal 6 agosto 2006 al 25 luglio 2012, per un totale di 61 episodi ripartiti su quattro stagioni. Il 27 ottobre 2013 è stato trasmesso un episodio speciale intitolato Metalocalypse: The Doomstar Requiem.
Il 12 maggio 2021, Adult Swim ha annunciato la produzione di tre lungometraggi direct-to-video, tra cui uno basato sulla serie.

## Trama
La serie è incentrata sulla vita quotidiana dei Dethklok, una band death metal definita come "la settima potenza economica più grande sulla Terra". La band è formata da Nathan Explosion, Skwisgaar Skwigelf, Pickles, William Murderface e Toki Wartooth.

## Episodi
| Stagione         | Episodi | Prima TV USA | Prima TV Italia |
| ---------------- | ------- | ------------ | --------------- |
| Prima stagione   | 20      | 2006         | inedita         |
| Seconda stagione | 19      | 2007-2008    | inedita         |
| Terza stagione   | 10      | 2009-2010    | inedita         |
| Quarta stagione  | 12      | 2012         | inedita         |
| Speciale         | 1       | 2013         | inedito         |

## Personaggi e doppiatori

Da sinistra: William Murderface, Skwisgaar Skwigelf, Nathan Explosion, Pickles e Toki Wartooth.

### Personaggi principali
- Nathan Explosion (stagioni 1-4), doppiato da Brendon Small.
- Skwisgaar Skwigelf (stagioni 1-4), doppiato da Brendon Small.
- Toki Wartooth (stagioni 1-4), doppiato da Tommy Blacha.
- Pickles (stagioni 1-4), doppiato da Brendon Small.
- William Murderface (stagioni 1-4), doppiato da Tommy Blacha.

### Personaggi secondari
- Senatore Stampingston (stagioni 1-4), doppiato da Mark Hamill.
- Generale Crozier (stagioni 1-4), doppiato da Victor Brandt.
- Cardinale Ravenwood (stagioni 1-4), doppiato da Victor Brandt.
- Vater Orlaag (stagioni 1-4), doppiato da Malcolm McDowell.
- Mr. Salacia (stagioni 1-4), doppiato da Mark Hamill.
- Charles Foster Offdensen (stagioni 1-4), doppiato da Brendon Small.
- Klokateer (stagioni 1-4).
- Jean-Pierre (stagioni 1-4), doppiato da Mark Hamill.
- Dick "Magic Ears" Knubbler (stagioni 1-4), doppiato da Brendon Small.
- Dott. Johnathan Twinkletits (stagioni 1-4), doppiato da Brendon Small.
- Dottore dei Deathlok (stagioni 1-4), doppiato da Tommy Blacha.
- Facebones (stagioni 1-4), doppiato da Brendon Small.
- #216 (stagioni 1-4).
- Scienziati Mordhaus (stagioni 1-4), doppiati da Brendon Small e Tommy Blacha.
- Abigail Remeltindtdrinc (stagioni 1-4), doppiata da Janeane Garofalo e Raya Yarbrough (canto).
- Dott. Rockso (stagioni 1-4), doppiato da Tommy Blacha e Brendon Small (canto).
- Presentatore di Dethklok Minute (stagioni 1-4), doppiato da Tommy Blacha.
- Ishnifus Meaddle (stagioni 1-4), doppiato da Werner Herzog e Brendon Small (canto)
- Molly (stagioni 1-4), doppiata da Laraine Newman.
- Calvert (stagioni 1-4), doppiato da Mark Hamill.
- Seth (stagioni 1-4), doppiato da Brendon Small.
- Anja Wartooth (stagioni 1-4).
- Reverendo Aslaug Wartooth (stagioni 1-4).
- Snakes N' Barrels (stagioni 1-4).
- Antonio "Tony" DiMarco Thunderbottom (stagioni 1-4), doppiato da Michael Amott.
- Sammy "Candynose" Twinskins (stagioni 1-4), doppiata da Warrel Dane.
- Snizzy "Snazz" Bullets (stagioni 1-4), doppiato da Steve Smyth.
- Rikki Kixx (stagioni 1-4), doppiato da Mike Patton.
- Roy Cornickelson (stagioni 1-4), doppiato da Mark Hamill.

### Guest star
Alla serie hanno contribuito vari artisti prestando le loro voci come George Fisher (a cui si sono ispirati per le fattezze del frontman dei Dethklok, Nathan Explosion; nel primo episodio sono citate due canzoni dei Cannibal Corpse, la band di Fisher: "Rotted Body Landslide" e "Hammer Smashed Face"), James Hetfield e Angela Gossow.
Inoltre, in molti episodi, compaiono, come nomi per cliniche e negozi della serie, nomi di band famose come Burzum e i Gorgoroth.

## Produzione

### Ideazione e sviluppo
Con la conclusione della serie animata Home Movies nel 2004, il suo co-creatore Brendon Small ha trascorso più tempo con l'amico sceneggiatore Tommy Blacha. Sono andati a spettacoli heavy metal più o meno nello stesso periodo in cui entrambi stavano cercando di proporre programmi per reti diverse. Fu così che ebbero l'idea di creare una serie animata su una band metal che era "molto più popolare di quanto lo fossero stati i Beatles". Hanno ideato la trama, scritto una sigla e chiesto al loro collega e amico Jon Schnepp di disegnare i personaggi. La serie era originariamente intitolata Deathclock, tuttavia il nome non poteva essere utilizzato a causa di un marchio già esistente. La serie e i personaggi principali che compongono la band sono stati poi ribattezzati Dethklok. Il titolo della serie è stato in seguito esteso come Dethklok Metalocalypse, sebbene la band protagonista conservasse ancora il nome Dethklok. Il titolo è stato infine accorciato in Metalocalypse poiché il titolo esteso era stato ritenuto "troppo complicato". Hanno presentato la serie al blocco televisivo Adult Swim, in onda a tarda notte su Cartoon Network, che ha pattuito un contratto per una prima stagione di 20 episodi nel 2005.
Durante lo sviluppo della serie, Small ha esaminato il budget per quella che considerava la serie più economica prodotta all'epoca su Adult Swim, Tom Goes to the Mayor. Decise di chiedere ai due produttore della serie Tim Heidecker ed Eric Wareheim, scoprendo che il loro budget era di 110.000 dollari per episodio. In seguito, Small si presentò negli studi di Titmouse chiedendo se poteva fare Metalocalypse per meno di 110.000 dollari per episodio, pur mantenendo la sua visione. Titmouse ha offerto di produrre una prima stagione in media per 109.099 dollari ad episodio.
L'attore Mark Hamill ha dichiarato nel 2012 che la quinta stagione della serie era attualmente in produzione. Brendon Small in seguito ha negato ciò, affermando che non era ancora entrata in produzione. Il 10 maggio 2013, Small e Adult Swim hanno annunciato che era in lavorazione un episodio speciale di un'ora basato sulla serie intitolato Metalocalypse: The Doomstar Requiem. Lo special è andato in onda il 27 ottobre 2013. Nell'aprile 2014, in un'intervista per il podcast Steve Agee: Uhhh, Small ha dichiarato che una quinta e ultima stagione era in pre-produzione e che stava aspettando un budget da Adult Swim. Da allora Small ha dichiarato di aver iniziato a esplorare altri modi per concludere Metalocalypse, affermando che potrebbero assumere la forma di un altro episodio speciale o di un film e che era nelle prime fasi della pianificazione.

### Cancellazione
Nel marzo 2015, Brendon Small ha rilasciato una dichiarazione in cui affermava di essersi avvicinato a Adult Swim con l'idea di produrre il finale della serie come una "grande miniserie", tuttavia è stato rifiutato dalla rete. Successivamente è stato rivelato che Metalocalypse era stato cancellato; tuttavia, Small ha twittato che ha in programma di "fornire una storia e una musica finali, ma non nel modo in cui i fan sono abituati".
Nell'ottobre 2015, Small ha annunciato una campagna sociale di un mese chiamata "Metalocalypse Now" per convincere i fan della serie a contattare Hulu e Adult Swim per convincerli a co-finanziare il finale della serie intitolato Metalocalypse: The Army of the Doomstar – The Final Chapter. Come risultato della campagna, i finanziatori si sono fatti avanti per finanziare un'ultima stagione, tuttavia Adult Swim ha rifiutato di accettare la serie. In un'intervista del maggio 2016, Small ha rivelato che "ha quasi finito di registrare i dischi dei Dethklok".

## Altri media

### Musica
La serie include musica, spesso incidentale, scritta da Brendon Small sotto lo pseudonimo Dethklok e canzoni sugli argomenti dell'episodio. Un EP intitolato Adult Swim Presents: ...And You Will Know Us by the Trail of Dead on Tour with Dethklok è stato pubblicato nel 2007. Un album intitolato The Dethalbum è stato pubblicato il 25 settembre 2007, in entrambe le edizioni standard e deluxe. L'album è una combinazione di brani integrali della serie e canzoni nuove. Ha debuttato al numero 21 della classifica Billboard 200 con circa 34.000 copie vendute nella prima settimana. Inoltre è stato trasmesso in streaming 45.000 volte quando è andato in diretta su AOL Music durante la settimana della sua uscita. Dethalbum II è stato rilasciato il 29 settembre 2009, in entrambe le edizioni standard e deluxe. L'album include molte canzoni della seconda stagione della serie e canzoni nuove. La versione deluxe include inoltre un DVD contenente i video musicali di tutte le canzoni suonate durante il tour del 2008 dei Dethklok con i Soilent Green e i Chimaira. Dethalbum III è stato pubblicato il 16 ottobre 2012. L'album presenta Brendon Small, Gene Hoglan e Bryan Beller. Ulrich Wild ha coprodotto e mixato l'album. Un album intitolato The Doomstar Requiem è stato distribuito dal 29 ottobre 2013 come colonna sonora dello special televisivo Metalocalypse: The Doomstar Requiem. L'album presenta Brendon Small, Bryan Beller, Gene Hoglan, un'orchestra di 50 elementi e, per la prima volta in un album dei Dethklok, il chitarrista Mike Keneally.

### Videogiochi
Nel 2009 il sito inglese di Adult Swim ha pubblicato due giochi flash intitolati Deth Toll e Deth Toll II, simili a Guitar Hero o Rock Band tranne che con le canzoni dei Dethklok. Un videogioco basato sulla serie intitolato Metalocalypse: Dethgame è stato rivelato al San Diego Comic-Con del 2009. Il gioco, che avrebbe incluso musica tratta dagli album dei Dethlok, doveva essere pubblicato da Konami ed essere disponibile per il download sia su PlayStation Network per la PlayStation 3 che su Xbox Live Marketplace della Xbox 360. I giocatori avrebbero interpretato uno dei membri dei The Gears e il gioco doveva essere ambientato a Mordhaus, dove il giocatore avrebbe combattuto contro i fan mutanti, tuttavia è stato cancellato poiché "la direzione creativa del gioco non sarebbe stata all'altezza degli standard elevati fissati per il progetto".
Le canzoni dei Dethklok Thunderhorse e Bloodlines sono presenti rispettivamente nei videogiochi Guitar Hero II e Guitar Hero: Warriors of Rock. Inoltre, il brano dei Dethklok Laser Cannon Deth Sentence è stata aggiunta a Guitar Hero: Warriors of Rock come contenuto scaricabile. Il brano Murmaider è stato incluso nella colonna sonora del videogioco Brütal Legend del 2009.

### Lungometraggi
Nel maggio 2021 è stato annunciato che un film direct-to-video basato sulla serie è entrato in produzione. Successivamente è stato rivelato che il film sarebbe stato distribuito anche su HBO Max. Nell'aprile 2023 è stato annunciato che il film sarebbe stato scritto e diretto da Small e che si tratta del lungometraggio precedentemente scartato dalla rete: Metalocalypse: The Army of the Doomstar – The Final Chapter. Il film sarà composto di un cast vocale di attori famosi e noti musicisti metal. Dethklok registrerà la colonna sonora del film insieme a un nuovo album.